# Mosteiro de Singeverga
O Mosteiro de São Bento de Singeverga da ordem religiosa beneditina é um convento masculino de clausura monástica (ativo) que se encontra situado na freguesia de Roriz, no município de Santo Tirso, distrito do Porto, em Portugal.
Foi fundado a 25 de Janeiro de 1892 por monges vindos do Mosteiro de São Martinho de Cucujães ajudados por monges de Beuron, e que, depois de anos sob a tutela do Mosteiro de São Paulo Extra-Muros, em Roma, se integraram na Congregação de Beuron em 1904, donde passariam, em 1931, para a Congregação da Anunciação.

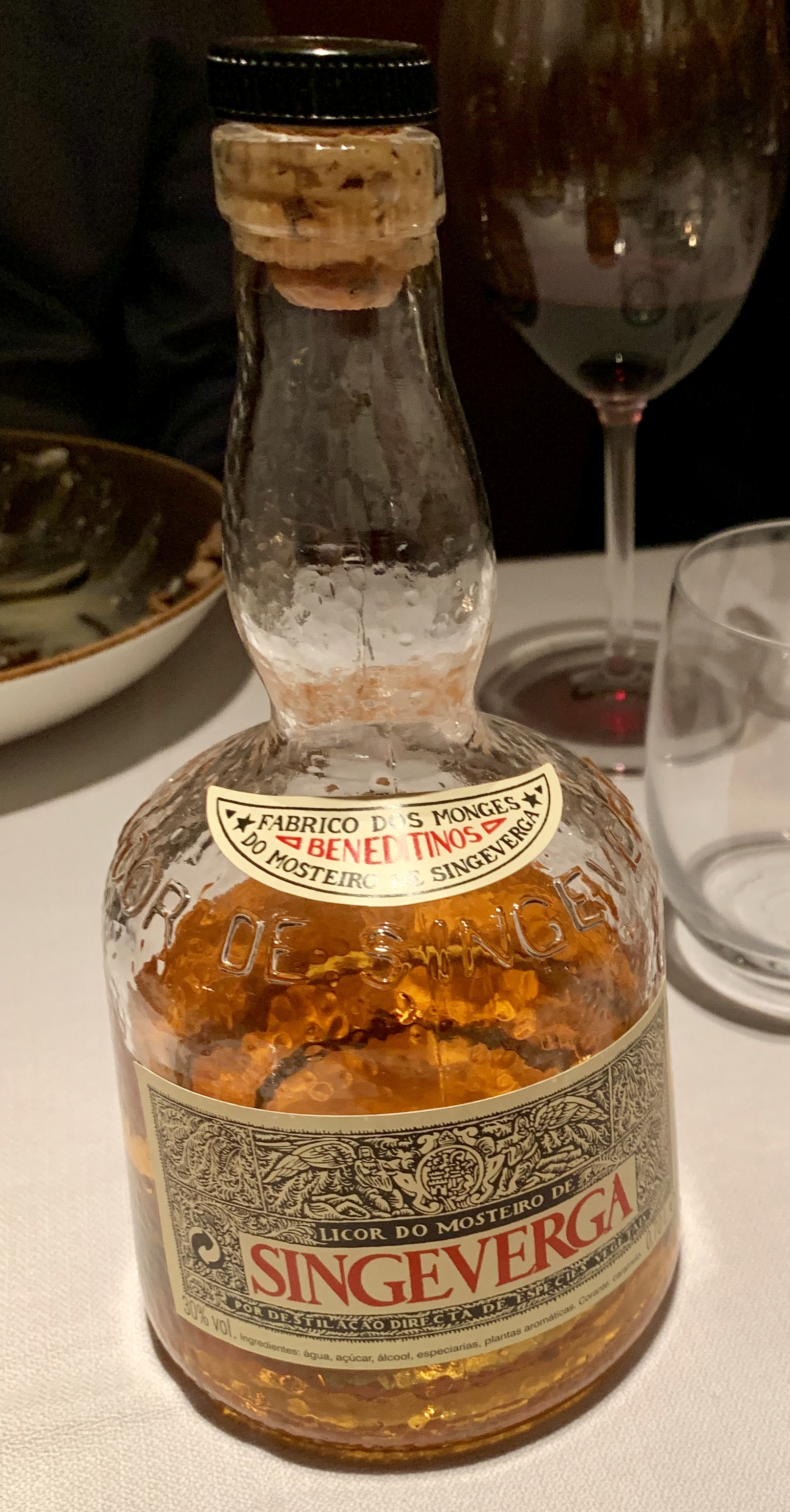
O famoso Licor de Singeverga produzido no mosteiro beneditino

De todo o seu património, conta-se a tela A Adoração dos Reis Magos atribuída a Tintoretto. Esta obra pode ser contemplada mesmo atrás do altar do mosteiro. O Mosteiro de Singeverga conta ainda com uma colecção de borboletas única na Europa, que pode ser visitada, e com seu famoso licor de Singeverga.
A recuperação do Mosteiro de Cucujães, marca o início da restauração da Ordem Beneditina em Portugal, iniciada por Dom João de Santa Gertrudes Amorim, abade daquele Mosteiro, em finais do século XIX.
O Mosteiro de Singeverga foi agraciado em 1938, pela Santa Sé, com o título de Abadia, sendo Dom Plácido de Carvalho (1886–1948) o seu primeiro abade, desde aquele ano até ao seu falecimento. Attila Mendly de Vétyemy, um artista húngaro que passou pelo mosteiro durante a década de 1940, pintou, em 1942, o retrato a óleo de Dom Plácido, obra que ainda se encontra in loco. O mesmo artista efetuou vários estudos e retratos de membros da comunidade, executando também o ex-libris para a sua biblioteca. O Mosteiro de São Bento de Singeverga foi marcado por grande desenvolvimento e expansão entre 1930 e 1960, com uma forte afluência de vocações, e a necessária ampliação dos edifícios, fundando mesmo novas comunidades ou missões.

## Missões
- Nas Missões do Moxico, em Angola, trabalharam cerca cinquenta monges;

Dom Francisco Esteves Dias, Prior Claustral foi nomeado Bispo do Luso (Angola) em 1963. Ampliada novamente, construiu-se mais uma parte do novo Mosteiro de Singeverga, habitado então desde 1957, durante a vigência e abaciado de Dom Gabriel de Sousa entre (1948–1966). Sucederam-lhe Dom Teodoro Monteiro (1969–1977) e Dom Lourenço Moreira da Silva (1977).

## Ora et Labora
Desde 2013 até à actualidade, é abade do Mosteiro de São Bento de Singeverga Dom Bernardino Costa. A vocação monástica, segundo a Regra de São Bento ("Ora et Labora") "Reza e Trabalha", implica características específicas como: 
- A escuta da Palavra de Deus no silêncio ou na reflexão, no recolhimento, na leitura e na contemplação;
- O trabalho quotidiano, de ordem pastoral, intelectual, agrícola, artesanal, manual, entre outros;
- O acolhimento, na hospedaria, de todos quantos vivem no mundo e procuram no Mosteiro, um lugar e tempo de reflexão, descanso e oração.

É neste espírito que a comunidade religiosa do Mosteiro de São Bento de Singeverga vive o seu dia-a-dia. O exemplar trabalho feito pela Ordem Beneditina no campo educativo ao longo de décadas, no Mosteiro de Singeverga e na "Escola Claustral", fomentaram muito para lá das vocações também o ensino escolar básico preparatório.

## A Ordem em Portugal
- Nome - 	        Beneditinos – O.S.B.
- Nome oficial - 	Ordem de São Bento (Ordem Beneditina)
- Nome em Portugal - 	Ordem de São Bento (Ordem Beneditina) / Província Portuguesa da Ordem Beneditina
- Entrada em Portugal -	Século X
- Carisma e missão -	Vida monástico-cenobítica
- Superior Maior -	Dom Bernardino Ferreira da Costa (Dom Abade).
- Eleição -	        10 de Julho de 2013; bênção abacial: 06 de outubro de 2013.
- Duração do Mandato - Vitalício

## Comunidades diocesanas

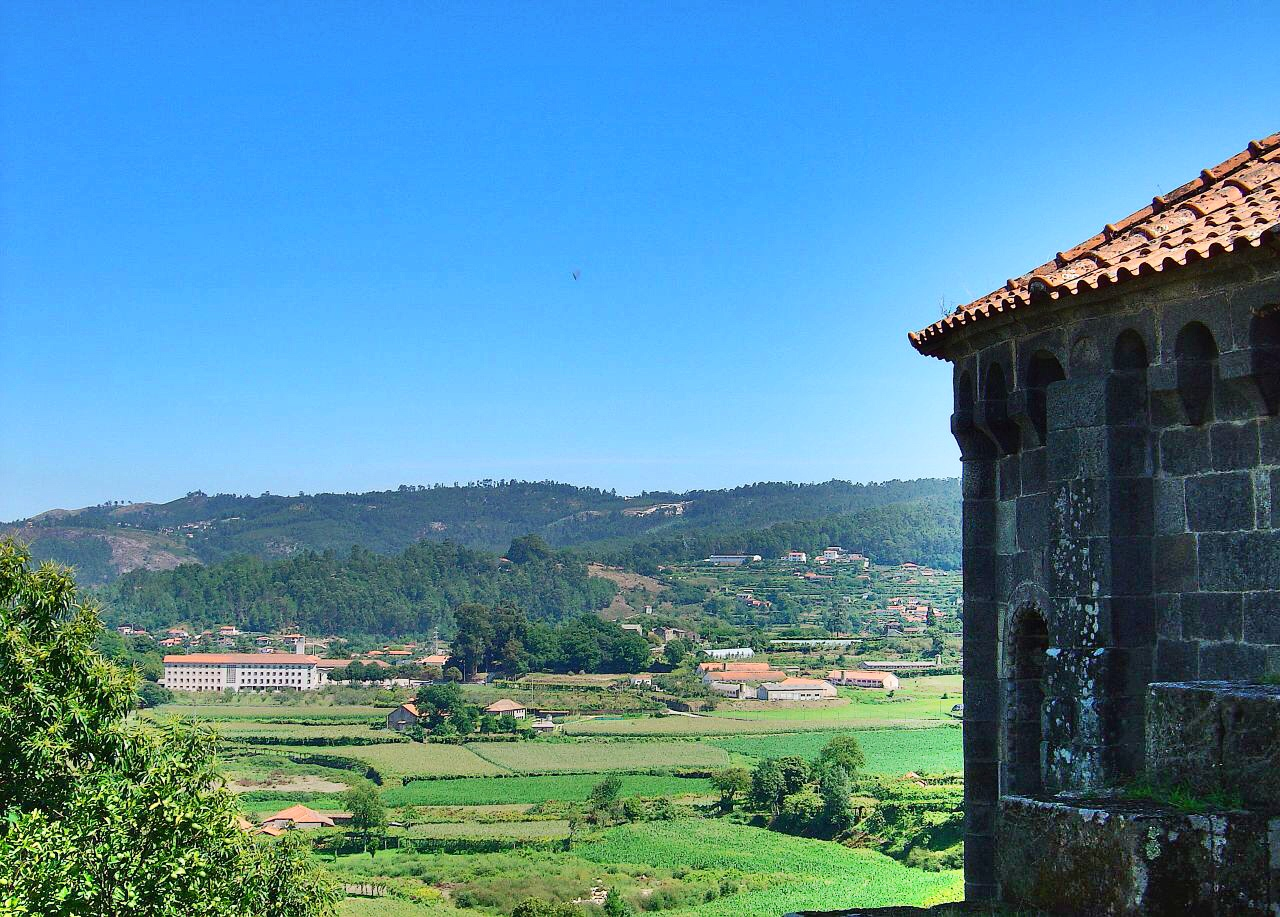
Mosteiro de Singeverga, ao longe, e seus arredores em Roriz (Santo Tirso), no Norte de Portugal

- Mosteiro de São Bento da Vitória - Porto
- Mosteiro de São Bento de Singeverga - Roriz (Santo Tirso)
- Priorado de Nossa Senhora da Assunção - Lamego